# Praise Him
El Álbum Praise Him (Alábenlo, traducido al español) es un compilado especial de 25 temas de la banda Planetshakers. Fue lanzado el 29 de mayo de 2006.

## Temas
1.er Disco
- Reflector (4:30)
- Live 4 U (4:36)
- Everything to Me (4:14)
- Everything's Different (3:28)
- See You (4:03)
- Running After You (4:16)
- What You've Done for Me (4:15)
- Perfect Day (4:12)
- Not Ashamed (5:00)
- Pick It Up (3:50)
- I Want You to Know (4:05)
- Give You Praise (5:47)
- For All You've Done (4:52)

2.º Disco
- Majesty (5:04)
- Shake the Planet (3:00)
- Always and Forever (4:53)
- You're Everything (4:27)
- Come to Praise (5:09)
- Praise Him (4:17)
- Jump Around (3:59)
- I'm Living For (4:50)
- Open Up the Gates (5:22)
- Redeemer (4:07)
- No Tomorrow (4:28)
- Shout It Out (3:52)